# John Pierce (Sänger)
John Charles Pierce (* 11. Januar 1959 in Woodstock, Illinois, USA) ist ein US-amerikanischer Opernsänger (Tenor) und Gesangspädagoge.

## Leben
John Pierce wurde als Sohn des C. David Pierce und der Sally Marie Emrich Pierce geboren. Der Vater war Posaunist und Kapellmeister, die Mutter spielte Baritonhorn und beide Eltern waren als Musiklehrer tätig.
Pierce studierte bis 1982 bei William Warfield, Grace Wilson und John Wustman an der University of Illinois und schloss das Studium mit dem Bachelor und dem Master of Music ab. Anschließend begann er ein Doktoratsstudium an der Indiana University, das er im Jahre 1987 abbrach.
Bereits während des Studiums trat er in verschiedenen großen Baritonpartien auf. So sang er bei den Festspielen in Santa Fe eine kleine Rolle und sprang für eine große Rolle ein. Nach einer Lehre in Santa Fe übersiedelte Pierce nach North Carolina, gründete eine Familie und begann eine Karriere als Gesangslehrer. Er unterrichtete ab 1988 an der University of North Carolina Musik und wechselte aus dem Bariton- ins Heldentenorfach. Später unterrichtete er an der North Carolina School of the Arts, der University of Michigan und der University of Minnesota Duluth. Im Jahre 1990 gewann er beim Liederkranz-Wettbewerb in New York City den Wagner-Preis und nahm auch an weiteren nationalen und internationalen Wettbewerben erfolgreich teil.
Im Jahre 1992 übersiedelte er mit seiner Familie nach Deutschland und nahm ein Engagement am Staatstheater Cottbus an. Im Jahre 2002 beendete Pierce sein Engagement in Cottbus und ist seither als freischaffender Künstler international tätig. Er trat in Belgrad, Dresden, Frankfurt am Main, Hannover, Karlsruhe, Manaus, Mexiko-Stadt, Moskau, Ōtsu, Rio de Janeiro, Sofia, Stuttgart, Tokio, Wien und Zagreb auf und arbeitete mit renommierten Orchestern und unter namhaften Dirigenten zusammen. Im Jahre 2004 gastierte er als Rattenfänger in der gleichnamigen Oper von Friedrich Cerha bei den Wiener Festwochen, sorgte als Tannhäuser im kleinen Stadttheater Minden im Oktober 2005 für Schlagzeilen und stand im Jahre 2010 beim Richard Wagner Festival Wels auf der Bühne.
Pierce ist neben seiner Tätigkeit als Opernsänger auch gefragter Konzertsolist und wirkt in Oratorien von Händel, Gounod und Dvořák mit. Er singt in Requien von Verdi und Mozart und der 9. Sinfonie von Beethoven und bestreitet Liederabende in ganz Europa.
John Pierce ist mit der Sopranistin Alice Pierce verheiratet. Die Tochter Melissa ist Violinistin, der Sohn Nathaniel ist Cellist.

## Repertoire
- Florestan – Fidelio (Beethoven)
- Tambourmajor – Wozzeck (Berg)
- Tony – West Side Story (Bernstein)
- Don José – Carmen (Bizet)
- Peter Grimes – Peter Grimes (Britten)
- Laca Klemeň/Števa Buryja – Jenůfa (Janáček)
- Boris – Katja Kabanowa (Janáček)
- Hoffmann – Hoffmanns Erzählungen (Offenbach)
- Cavaradossi – Tosca (Puccini)
- Samson – Samson et Dalila (Saint-Saëns)
- Bursche – Das Spielwerk (Schreker)
- Bacchus – Ariadne auf Naxos (Strauss)
- Alfred – Die Fledermaus (Strauss)
- Hermann – Pique Dame (Tschaikowsky)
- Otello – Otello (Verdi)
- Loge – Das Rheingold (Wagner)
- Erik – Der fliegende Holländer (Wagner)
- Siegmund – Die Walküre (Wagner)
- Lohengrin – Lohengrin (Wagner)
- Parsifal – Parsifal (Wagner)
- Tannhäuser – Tannhäuser (Wagner)
- Tristan – Tristan und Isolde (Wagner)
- Max – Der Freischütz (Weber)
- Paul Ackermann – Mahagonny (Weill)

## Auszeichnungen und Mitgliedschaften
- 1999 Max-Grünebaum-Preis.
- Ehrenmitglied der Internationalen Hans-von-Bülow-Gesellschaft.[5]